# Északi összetett a 2012. évi téli ifjúsági olimpiai játékokon
A 2012. évi téli ifjúsági olimpiai játékokon az északi összetett versenyét január 15-én rendezték Innsbruckban. A versenyen 17, 1995–1996-ban született fiú vett részt.

## Éremtáblázat
(A táblázatokban a rendező ország sportolói eltérő háttérszínnel, az egyes számoszlopok legmagasabb értéke, vagy értékei vastagítással kiemelve.)
| A 2012. évi téli ifjúsági olimpiai játékok éremtáblázata északi összetettben | A 2012. évi téli ifjúsági olimpiai játékok éremtáblázata északi összetettben | A 2012. évi téli ifjúsági olimpiai játékok éremtáblázata északi összetettben | A 2012. évi téli ifjúsági olimpiai játékok éremtáblázata északi összetettben | A 2012. évi téli ifjúsági olimpiai játékok éremtáblázata északi összetettben | Olimpia  |
| ---------------------------------------------------------------------------- | ---------------------------------------------------------------------------- | ---------------------------------------------------------------------------- | ---------------------------------------------------------------------------- | ---------------------------------------------------------------------------- | -------- |
|                                                                              | Ország                                                                       | Arany                                                                        | Ezüst                                                                        | Bronz                                                                        | Összesen |
| 1.                                                                           | Csehország (CZE)                                                             | 1                                                                            | 0                                                                            | 0                                                                            | 1        |
|                                                                              |                                                                              |                                                                              |                                                                              |                                                                              |          |
| 2.                                                                           | Finnország (FIN)                                                             | 0                                                                            | 1                                                                            | 0                                                                            | 1        |
|                                                                              |                                                                              |                                                                              |                                                                              |                                                                              |          |
| 3.                                                                           | Japán (JPN)                                                                  | 0                                                                            | 0                                                                            | 1                                                                            | 1        |
|                                                                              |                                                                              |                                                                              |                                                                              |                                                                              |          |
| Összesen                                                                     | Összesen                                                                     | 1                                                                            | 1                                                                            | 1                                                                            | 3        |

## Érmesek
| A 2012. évi téli ifjúsági olimpiai játékok érmesei északi összetettben |                                 |         |                                 |         |                           |         |
| Versenyszám                                                            | Arany                           | Arany   | Ezüst                           | Ezüst   | Bronz                     | Bronz   |
| Egyéni                                                                 | Tomas Portyk · Csehország (CZE) | 26:31,4 | Ilkka Herola · Finnország (FIN) | 26:34,2 | Go Yamamoto · Japán (JPN) | 26:39,9 |